# Yunchará (gemeente)
Yunchará is een gemeente (municipio) in de Boliviaanse provincie José María Avilés in het departement Tarija. De gemeente telt naar schatting 5.651 inwoners (2018). De hoofdplaats is Yunchará.

## Indeling
- Cantón Arteza
- Cantón Belen
- Cantón Buena Vista
- Cantón Churquis
- Cantón Copacabana
- Cantón Palqui
- Cantón Ñoquera
- Cantón San Pedro
- Cantón Santa Cruz de Azloca
- Cantón Tojo
- Cantón Yunchará

De volgende plaatsen zijn gelegen in de gemeente:
- Yunchará 354 inw. – San Pedro 154 inw. – Tojo 151 inw. – Quebrada Honda 134 inw. – San Luis de Palqui 133 inw. – Arteza 108 inw. – Ñoquera 102 inw. – Belén 97 inw.. – Pasajes 76 inw. – Buena Vista 69 inw. – Santa Cruz de Azloca 63 inw. – Copacabana 49 inw.